# Aphidius montenegrinus
Aphidius montenegrinus är en stekelart som beskrevs av Tomanovic och Kavallieratos 2004. Aphidius montenegrinus ingår i släktet Aphidius och familjen bracksteklar. Inga underarter finns listade i Catalogue of Life.